# Zygmunt Kruszyński
Zygmunt Kruszyński (ur. 20 kwietnia 1935 w Warszawie, zm. 30 marca 2007) – polski lekkoatleta, mistrz Polski (1956).

## Kariera sportowa
Był zawodnikiem Kolejarza Słupsk (1953), Kolejarza (następnie Iskry) Białogard, gdzie jego pierwszym trenerem był Henryk Młynarczyk (1954-1955 i 1958-1966), oraz OWKS (Zawiszy) Bydgoszcz (1956-1957). W 1954 został mistrzem Polski juniorów w biegu na 200 m ppł. Jego największym sukcesem w karierze było mistrzostwo Polski w biegu na 110 m ppł w 1956 oraz brązowy medal mistrzostw Polski w tej samej konkurencji w 1957.
Jego rekordy życiowe wynosiły: 110 m ppł - 14,8 (27.10.1956), 200 m ppł - 24,9 (19.07.1956).
Po zakończeniu kariery zawodniczej został sędzią i działaczem koszykarskim. Był jednym z dwóch pierwszych sędziów ekstraklasy w województwie koszalińskim (od sezonu 1976/1977 - drugim był Adam Krzemiński), także kierownikiem klubów Iskry Białogard i Stoczniowca Gdańsk, komisarzem Polskiej Ligi Koszykówki.
Jest pochowany na Cmentarzu przy ul. Spokojnej w Pruszczu Gdańskim.

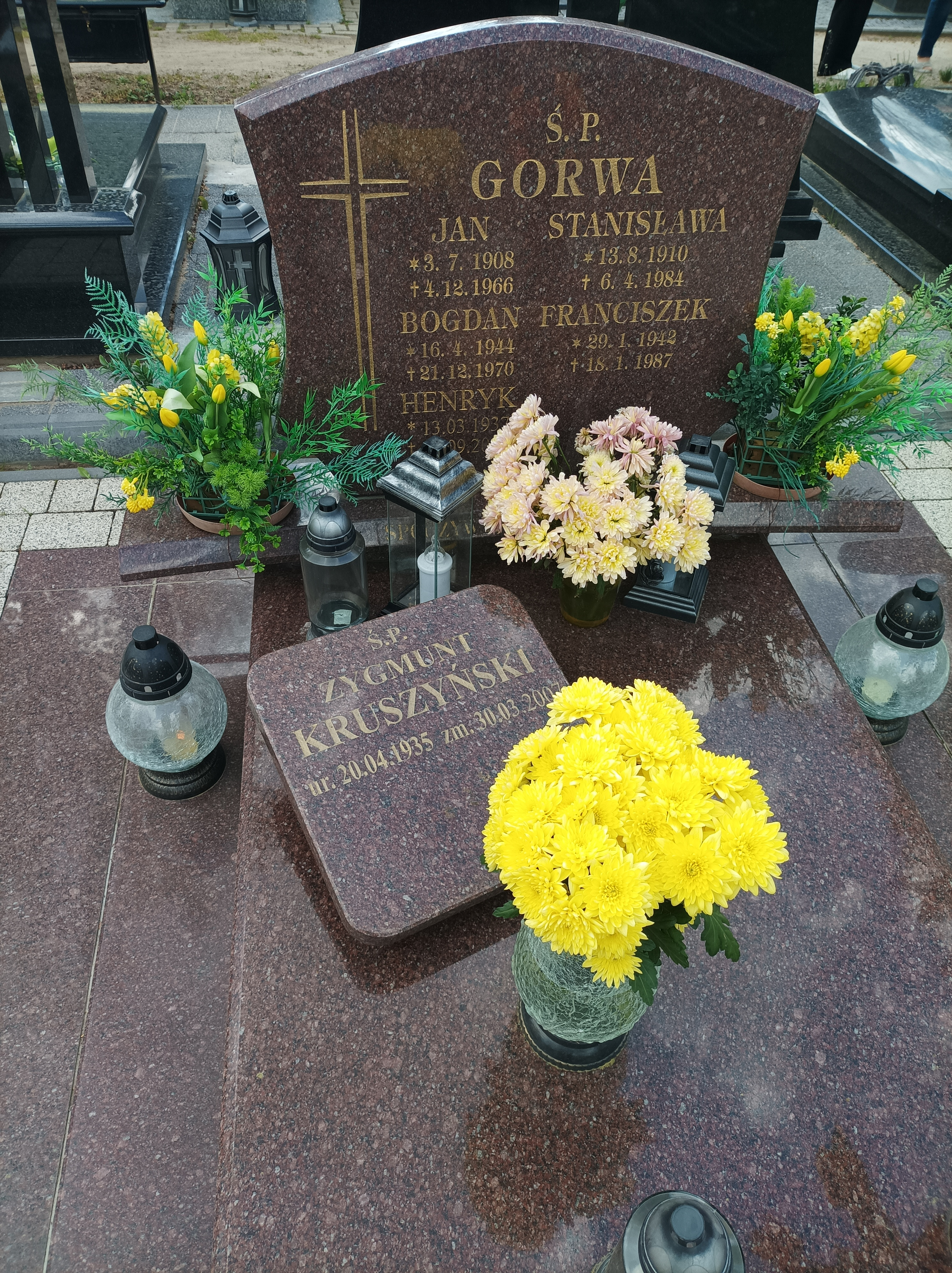
Grób Zygmunta Kruszyńskiego w Pruszczu Gdańskim